# Predigtmärlein
Der Ausdruck Predigtmärlein bezeichnet eine erzählerische volkstümliche Exemplarisierung der Predigt im Mittelalter und der frühen Neuzeit.
1858 bringt Franz Pfeiffer unter dem Titel "Predigtmärlein" Funde aus einer klösterlichen Handschrift des 15. Jahrhunderts zutage. Diese Bezeichnung nahm er direkt aus eben jener Quelle, wo ausdrücklich von "bredigen merlin" die Rede ist. Jede Erzählung – Legende, antike Anekdote, historischer Bericht, Sage, Fabel, Schwank, Novellen- und Märchenstoff – mit geistlicher und moralpädagogischer Belehrung kann Predigtmärlein sein. Es ist auch unter dem Begriff "Exempel" bekannt, der auf das lateinische Wort "exemplum" (Beispiel) verweist und schon in der antiken Rhetorik Bedeutung hatte.
Teilt man das Wort in seine Bestandteile "bredigen" und "merlin", so zeigt ersterer nur die Funktion des Textes an, nämlich die moralische Unterweisung von der Kanzel, während letzter Ausdruck für die Lust am Fabulieren und Unterhalten des Predigers ist. Das Predigtmärlein war im Mittelalter, besonders aber in der Barockzeit, zuweilen auch in späteren Epochen, in die kirchliche Predigt eingebunden.
Das Kanzelwort hatte damals umfassendere Aufgaben als heute. Für weite Volkskreise war es nach dürftigem Schulunterricht zeitlebens das einzige Bildungsmittel. Die Geistlichkeit war sich dessen bewusst, welche Anforderungen mit ihrem Berufsstand verbunden waren. Elfriede Moser-Rath zitiert dazu eine Stelle aus der Johannispredigt des Michael Staudacher, in der es dazu heißt: 
"(..) daß ein Prediger auch in natürlichen, menschlichen, sittlichen und andern Wissenschaften nit fremd, noch unerfahren seye (...)", um diesen Aufgaben gerecht zu werden. Auch wurde verlangt, daß "(...) er zu gleich ein Theologus, ein Philosophus, ein Juris Consultus, ein Medicus.... ja, gleichsam ein Engel (..) sein müsse, damit er wisse das Göttliche durch das Weltliche zu erklären, und damit er zweilen, nach vorfallender Noth, mit einem angenehmen Auslauf oder hübschen Vortrag seine Zuhörer unterhalten könne, welche etwa anderwerts der Predigen überdrüssig, die göttliche Lehre anzunemmen, ja gar anzuhören sich anwidern würden, wenn man ihnen dieselbe nit also verblümt und verzuckert, gleichsam als vergoldete Artzneikügelchen darbringen sollte."
Die Stoffe für Predigtmärlein wurden aus allen Wissens- und Erfahrungsgebieten, aus biblischen Gleichnissen, der antiken Literatur, aus theologischen und hagiographischen Schriften, aus der historischen und volkstümlichen Überlieferung und der Naturkunde usw. entnommen.
Um diese Themen für das Volk zugänglich zu machen, mussten sie in allgemeinverständliche und volkstümliche Redeweise übertragen werden. In anschaulichen Vergleichsbildern sollten auch die Probleme des Alltags zur Sprache kommen. Sammlungen der Predigtmärlein dienten auch als erbaulicher Lesestoff für Haus und Familie und als Ersatz für den Kirchgang.
Theologen sahen lange Zeit im Predigtmärlein eine "Entartung des Predigtgeschmacks". Das Predigtmärlein wurde nach der Reformation im 15. Jahrhundert in seiner Überlieferung völlig abgeschnitten. Im 17. Jahrhundert brach unter den Protestanten eine Diskussion über das Für und Wider des Predigtmärleins aus. Vor allem die Jesuiten mit ihrem ausgeprägten Sinn für Volkstümlichkeit machten sich im Zuge der gegenreformatorischen Bewegung die Schaulust und Spielfreude der Menge zunutze und führten neben Krippenspielen, Karfreitagsprozessionen und Passionsspiel auch Predigtmärlein wieder ein.